# اصغر شاهوردی
اصغر شاهوردی	 (زاده ۲۶ شهریور ۱۳۳۶ در تهران) یکی از صدابرداران سینمای ایران است.

## زندگینامه
وی در سال ۱۳۳۶ در تهران به دنیا آمد. برادران او مسعود شاهوردی و محمد شاهوردی، نیز صدابردار هستند. او همچنین فارغ‌التحصیل رشته صدابرداری از مدرسه عالی تلویزیون و سینما سال ۱۳۵۵ بوده است و در سال ۱۳۹۸ به پاس خدمات ارزنده وی به سینمای ایران، دکترای هنری در رشته صدابرداری توسط وزارت فرهنگ و ارشاد اسلامی به ایشان اعطا شد.
اصغر شاهوردی آبان‌ماه سال ۱۳۸۶ پس از بازگشت از لوکیشن فیلم «چراغی در مه» از شمال کشور دچار حادثهٔ رانندگی شد و دچار آسیب دیدگی مغزی جدی شد مشکلات وی پس از گذشت بیش از ده سال از حادثه رانندگی که او را زمین‌گیر کرد، همچنان ادامه دارد

## جوایز
- برنده سیمرغ بلورین بهترین صدابرداری هفتمین دوره جشنواره فیلم فجر نار و نی
- برنده سیمرغ بلورین بهترین صدابرداری پنجمین دوره جشنواره فیلم فجر خانه دوست کجاست؟
- کاندید سیمرغ بلورین بهترین صدابرداری ششمین دوره جشنواره فیلم فجر شاید وقتی دیگر

## فیلمشناسی

### صدابردار
- ۱ - استشهادی برای خدا (۱۳۸۶)
- ۲ - انعکاس (۱۳۸۶)
- ۳ - چراغی در مه (۱۳۸۶)
- ۴ - حقیقت گمشده (۱۳۸۶)
- ۵ - پارک وی (۱۳۸۵)
- ۶ - این ترانه عاشقانه نیست (۱۳۸۴)
- ۷ - شام عروسی (۱۳۸۴)
- ۸ - نقاب (۱۳۸۳)
- ۹ - الهه زیگورات (۱۳۸۲)
- ۱۰ - هیام (۱۳۸۲)
- ۱۱ - صورتی (۱۳۸۱)
- ۱۲ - عشق فیلم (۱۳۸۱)
- ۱۳ - بمانی (۱۳۸۰)
- ۱۴ - رخساره (۱۳۸۰)
- ۱۵ - آقای رئیس جمهور (۱۳۷۹)
- ۱۶ - موج مرده (۱۳۷۹)
- ۱۷ - میکس (۱۳۷۸)
- ۱۸ - واهمه‌های حضور (موج و دریا) (۱۳۷۸)
- ۱۹ - داستانهای جزیره (اپیزود اول، دختردایی گمشده) (۱۳۷۷)
- ۲۰ - لیلا (۱۳۷۵)
- ۲۱ - پری (۱۳۷۳)
- ۲۲ - کیمیا (۱۳۷۳)
- ۲۳ - دو فیلم با یک بلیت (۱۳۶۹)

### صدابردار صحنه
- ۱ - زیر پوست شهر (۱۳۷۹)
- ۲ - بازیگر (۱۳۷۷)
- ۳ - عشق کافی نیست (۱۳۷۷)
- ۴ - قرمز (۱۳۷۷)
- ۵ - زندگی (۱۳۷۶)
- ۶ - نامزدی (۱۳۷۵)
- ۷ - پایان کودکی (کودک قهرمان) (۱۳۷۲)
- ۸ - سارا (۱۳۷۱)
- ۹ - سایه‌های هجوم (۱۳۷۱)
- ۱۰ - ایلیا، نقاش جوان (۱۳۷۰)
- ۱۱ - بانو (۱۳۷۰)
- ۱۲ - دیگه چه خبر!؟ (۱۳۷۰)
- ۱۳ - سایه خیال (۱۳۶۹)
- ۱۴ - هامون (۱۳۶۸)
- ۱۵ - برهوت (۱۳۶۷)
- ۱۶ - عبور (۱۳۶۷)
- ۱۷ - نار و نی (۱۳۶۷)
- ۱۸ - با من از فردا بگو (۱۳۶۶)
- ۱۹ - شاید وقتی دیگر (۱۳۶۶)
- ۲۰ - اجاره نشین‌ها (۱۳۶۵)
- ۲۱ - باشو غریبه کوچک (۱۳۶۵)
- ۲۲ - خانه دوست کجاست؟ (۱۳۶۵)

### صداگذار
- ۱ - بمانی (۱۳۸۰)

### افکت
- ۱ - سارا (۱۳۷۱)

### با تشکر از
- ۱ - مهمان مامان (۱۳۸۲)